# دارين كلارك (لاعب سنوكر)
دارين كلارك (بالإنجليزية: Darren Clarke)‏ هو لاعب سنوكر بريطاني، ولد في 17 أبريل 1970.

## روابط خارجية
- دارين كلارك على موقع CueTracker.net (الإنجليزية)